# Afroturcs
Els afroturcs són les persones afrodescendents que viuen a Turquia. La majoria són originàriament zanjs de la costa oriental africana. Com els afroabkhazos, es van originar en el comerç d'esclaus otomà. A Turquia hi ha més de 100.000 afroturcs. Altres fonts diuen que a Turquia hi ha entre 5.000 i 25.000 afroturcs. La majoria són islàmics i hi ha una minoria que són cristians. Parlen àrab, turc, grec cretenc i Romanès (a Romania). L'historiador Umut Cafer Karadoğan ha afirmat que es van portar esclaus d'Etiòpia, Eritrea, Sudan, Libia i Egipte des de la dècada de 1510 perquè treballessin com servents del palau.
Degut al prejudici envers les minories ètniques, els afroturcs han intentat integrar-se el màxim possible al llarg del temps i han perdut la llengua dels seus avantpassats. El poble afroturc ha patit la invisivilització i molts turcs els consideren àrabs o immigrants recents africans.

## Geografia
Les regions a on hi ha una població significativa d'afroturcs són Muğla, Izmir i Antalya. La majoria de les comunitats d'afroturcs estan a la costa de la mar Egea, on molts esclaus van treballar a les plantacions de cotó propers de l'actual Izmir al segle xviii.

## Història

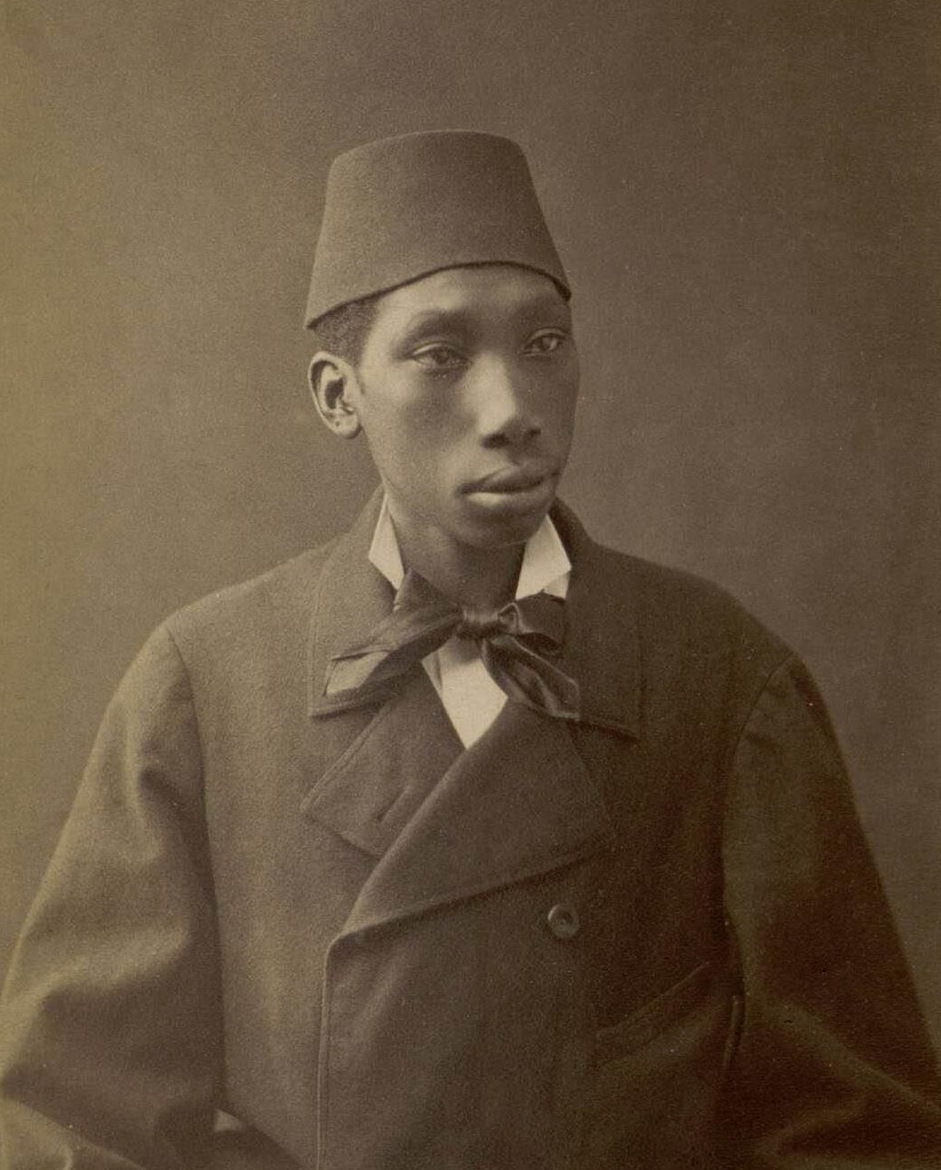
Eunuc negre del soltà otomà.

Fa molts segles van arribar a l'Imperi Otomà un nombre significatiu d'africans, normalment via Zanzíbar i Zanj, provinents de llocs com Níger, Aràbia, Líbia, Kenya i Sudan que es van assentar a les valls de Dalaman, Menderes i Gediz i a Manavgat i Çukurova. Al segle xix es menciona que hi ha afroturcs a Izmir.
Al segle xvii molts esclaus foren alliberats perquè no hi podien haver esclaus musulmans i es van convertir en agricultors o soldats.
Alguns d'ells van arribar des de Creta després de l'intercanvi de poblacions entre Grècia i Turquia de 1923. Aquests es van assentar a la costa del mar Egeu, sobretot a Izmir. Els afroturcs d'Ayvalik diuen que els seus avantpassats parlaven grec cretenc quan van arribar a Turquia i després van aprendre el turc. Els afroturcs d'Izmir van celebrar el festival de primavera Dana Bayrami fins a la dècada de 1960. A l'actualitat, els joves afroturcs han reviscut aquesta festa.

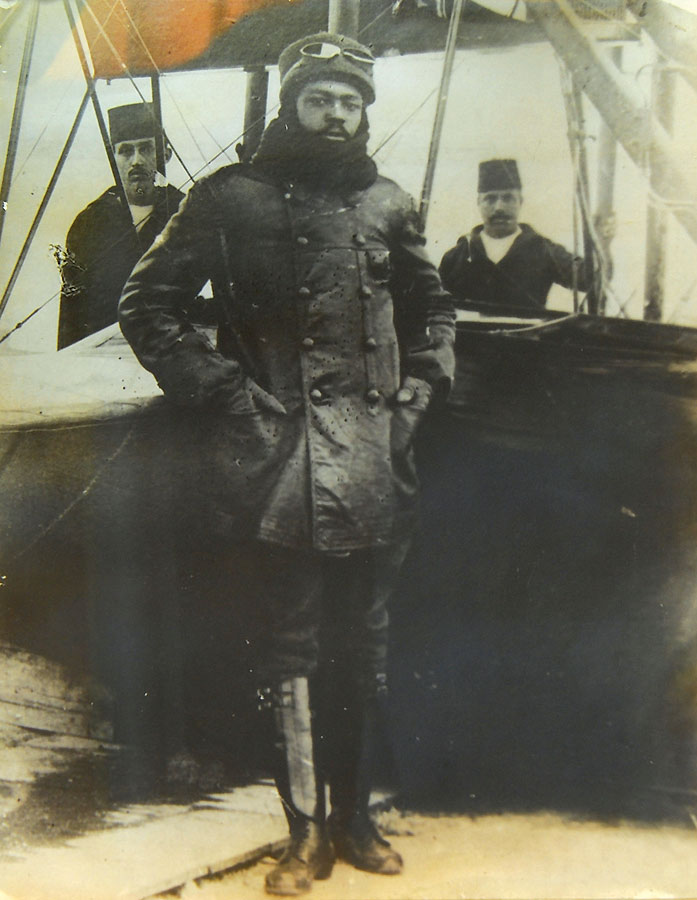
El pilot afroturc Ahmet Ali Çelikten davant un avió

L'exèrcit de l'Imperi Otomà tenia milers de soldats negres. L'exèrcit fou enviat als Balcans durant la Guerra austro-turca de 1716-1718, en la qual hi havia 24.000 negres. Ahmet Ali Çelikten, un soldat otomà de la Primera Guerra Mundial fou un dels primers pilots negres de la història.
El 1924 Mustafa Kemal Ataturk va abolir l'esclavitud i la constitució va establir la igualtat de tots els seus ciutadans. Tot i això, els afroamericans van patir la invisibilització i l'etnocidi ja que les minories del país foren forçades pel fort nacionalisme turc a assimilar-se. Com que patien més en les comunitats rurals, molts afroturcs es van mudar a les ciutats del país, a on es barrejaven amb refugiats eritreus o Somalis.
El 1934 Ataturk va obligar a que molts afroturks tinguessin el cognom de "Zenci", que és una paraula pejorativa que vol dir "home negre". Aquest cognom el mantenen i encara és una manera d'estigmatitzar a la comunitat afrodescendent de Turquia

## Cultura i llegat
Molts vegades els afrotucs són considerats co àrabs, cosa que no els agrada perquè ells es consideren turcs. Molts afroturcs han tingut matrimonis interracials i molts afrodescendents han perdut gradualment la seva identitat i les seves arrels africanes.
Segons l'historiador de l'esclavitud a Turquia Ehud Toledano, l'antropologia social afirma que la primera generació d'expatriats sobreviuen, la segona rebutja la seva herència i la tercera busca els seus orígens. Diu que els afroturcs actualment estan en aquesta tercera fase d'orgull. Això es podria veure en la resurrecció el 2006 del festival afrotuc dana bayrami que han fet els joves afroturcs després que es deixés de celebrar a la dècada del 1960 després que fos practicat en secret a la dècada de 1920.
El 1999 es va establir la Afroturk Foundation, una associació que volia establir lligams entre els Turquia i les nacions africanes del món. Aquesta també fa front a la discriminació dels negres de Turquia. La African Culture and Solidarity Foundation és una altra associació afroturca que està liderada per Şakir Doğuluer.

### Llengua
A diferència de les altres minories turques, els afroturcs no tenen cap llengua pròpia i parlen la llengua de la zona en la qual viuen.

### Gastronomia
Els afrotucs tenen una gastronomia pròpia, diferent a la turca. El "pişi", un plat de pasta és un dels seus plats més destacats.

## Afroturcs destacats

### Artistes
- Esmeray, cantant
- Tuğçe Güder, model i actriu, adoptada per pares turcs
- Kuzgun Acar, escultor
- Mansur Ark, músic
- Safiye Ayla, músic
- Yasemin Esmergül, actriu
- Ahmet Kostarika, actor
- Dursune Şirin, actress
- İbrahim Şirin, músic clàssic de l'Imperi Otomà
- Cenk Sökmen, músic
- Melis Sökmen, actriu, músic (amb l'avia guineana)
- Sait Sökmen, ballarí, coreògraf (amb mare guineana)
- Sibel Sürel, ballarina
- Ali Tınaz, actor, presentador de televisió
- Tuncay Vural, coreògraf
- Defne Joy Foster, actriu, presentador (amb pare afroamericà estatunidenc)
- Mert Güler, acadèmic, instructor de yoga instructor, entrenador personal

### Esportistes
- Jak Ali Harvey, atleta
- Meliz Redif, atleta
- Fercani Şener, futbolista
- Ömer Besim Koşalay, atleta i periodista
- Vahap Özaltay, futbolista
- Hadi Türkmen, antic vicepresident de la Federació de Futbol de Turquia
- Sadri Usuoğlu, futbolista i mànager esportiu
- Mustafa Yıldız, conegut com a "Arap Mustafa", 1972 and 1981 campió de Kırkpınar

### Escriptors
- Mustafa Olpak, escriptors i periodista
- Tarık Dursun K., escriptor
- Mine Söğüt, escriptor i columnista

### Militars
- Ahmet Ali Çelikten, Aviador dels esquadrons de l'Imperi Otomà. Un dels primers aviadors negres de la història